# توماس برنهارد
نیکولاس توماس برنهارد (به آلمانی: Thomas Bernhard) (نهم فوریه ۱۹۳۱–۱۲ فوریه ۱۹۸۹) داستان‌نویس، نمایشنامه‌نویس و شاعر اتریشی است. آثار او را «بزرگ‌ترین دستاوردهای ادبی پس از جنگ جهانی دوم» و خودش را از مهم‌ترین نویسندگان آلمانی‌زبانِ پس از جنگ جهانی دانسته‌اند.

## زندگی
توماس برنهارد از پدر و مادری اتریشی در هرلین هلند چشم به جهان گشود. مادرش به خاطر رابطه نامشروعش به هیرلن رفت و پس از تولد توماس به اتریش نزد والدینش بازگشت. ازدواج مجدد مادرش در سال ۱۹۳۶ باعث نقل مکان به تراون اشتاین در باواریای آلمان شد. برنهارد هرگز با پدرش آشنا نشد. در ۱۹۴۱ به مدرسه شبانه‌روزی فرستاده شد. در ۱۹۴۴ پدربزرگش او را به سالزبورگ نزد خود برد. در شانزده سالگی، مدرسه را ترک کرد و نزد یک خواربارفروش به کار مشغول شد. همزمان، پدربزرگش او را در یک مدرسه آواز ثبت‌نام کرد و وی در آنجا با تئوری موسیقی و خوانندگیِ اپرا آشنا شد.

در ۱۹۴۹ پدربزرگش نیز درگذشت. یک سال بعد هم مادرش را از دست داد. در ۱۹۵۰ با هدویگ اشتاویانیسک که ۳۷ سال از او بزرگ‌تر بود، آشنا شد. این زن حامی واقعی برنهارد در زندگی‌اش بود و کمک زیادی به پیشرفت ادبی او کرد. برنهارد از او به عنوان «آدم زندگی» اش یاد کرده‌است. دوستی‌شان تا زمان مرگ هدویگ در ۲۹ آوریل ۱۹۸۴ ادامه داشت. برنهارد از سال ۱۹۵۵ تا ۱۹۵۷، در دانشگاه موتسارت در سالزبورگ، آواز، نمایشنامه‌نویسی و بازیگری خواند.

برنهارد در طول زندگی‌اش به دلیل اظهارنظرهای تند و صریحش و نیز انتقاداتش از مردم کشورش، یعنی اتریش، همواره مورد انتقاد بود. این عصیان گری پس از مرگش نیز ادامه یافت، زیرا پیش از مرگ، انتشار و اجرای آثارش را در اتریش قدغن کرده بود. البته این خواسته او به‌طور کامل انجام نشده و وارثان او استثناهایی را برای انتشار و اجرای آثارش در نظر گرفتند.

برنهارد آدمی تندخو بود و لحنی بسیار خودخواهانه، پرخاشگر و گزنده داشت. این ویژگی‌ها را از نخستین نامه‌ای که در سن سی سالگی به رئیس انتشاراتی زورکامپ فرستاد، تا آخرین نامه‌هایی که طی نزدیک به سه دهه برای او نوشت می‌توان یافت. موضوع بسیاری از این نامه‌ها مسائل مالی است، اما در خلال همین نامه‌ها دو شخصیت متفاوت و رابطه عشق و نفرتی که میان آنها وجود داشت ملموس و برجسته است.

اونزلد (رئیس انتشارات معروف زورکامپ) خیلی زود به نبوغ برنهارد پی برد و برای کارش ارزش و احترام زیادی قائل شد. رئیس زورکامپ سال ۱۹۶۵ که هنوز مهمترین آثار برنهارد ۳۴ ساله نوشته و منتشر نشده بود او را در نامه‌ای با ساموئل بکت و حتی فرانتس کافکا مقایسه کرد. برنهارد نیز اونزلد را «شکسپیر جهان نشر» می‌خواند. با این همه، این دوستی تمام مدت با تنش و درگیری همراه بود.
برنهارد در سال ۱۹۸۹ در گموندن در شمال اتریش درگذشت. خانه‌اش در اولسدورف موزه و مرکز مطالعه و اجرای آثارش شده‌است.

## آثار ترجمه شده به فارسی
۱. تصحیح (رمان)، مترجم: عبداله جمنی. انتشارات نوای مکتوب، ۱۳۹۸، ۲۷۲ صفحه.

۲. بازنده (رمان)، مترجم: عبداله جمنی. انتشارات نوای مکتوب، ۱۳۹۸، ۱۲۸ صفحه.

۳. دارمرز و دو داستان دیگر (سه داستان کوتاه)، مترجم: خدیجه کاظم‌علیلو. انتشارات مسافر، ۱۳۹۲، ۷۲ صفحه.

۴. نمایشنامه: رئیس‌جمهور، مترجم: جاهد جهانشاهی. انتشارات دیگر، ۱۳۸۳، ۱۴۵ صفحه.

۵. یائورِگ (یک داستان کوتاه)، مترجم: علی‌اصغر حداد. انتشارات تجربه، ۱۳۷۹، ۲۲ صفحه.

۶. جشن تولد بوریس (نمایشنامه)، مترجم: علی‌اصغر حداد. انتشارات تجربه، ۱۳۷۶، ۱۲۰ صفحه. 

۷. برادرزاده ویتگنشتاین (رمان)، مترجم: محمدرضا موسوی. انتشارات نوای مکتوب، ۱۳۹۸، ۸۰ صفحه. 

۸. آشفتگی (رمان)، مترجم: حسن عرب. انتشارات بدیل، ۱۳۹۶، ۲۰۸ صفحه. 

۹. قدم زدن (رمان)، مترجم: شهروز رشید. انتشارات روزنه، ۱۳۹۵، ۱۴۶ صفحه. 

۱۰. چوب برها (رمان)، مترجم: عبداله جمنی. انتشارات نوای مکتوب، ۱۳۹۹، ۱۶۸ صفحه.

۱۱. بازنویسی (رمان)، مترجم: زینب آرمند. انتشارات روزنه، ۱۳۹۸، ۲۷۰ صفحه.

۱۲. بتن (رمان)، مترجم: عبداله جمنی. انتشارات نوای مکتوب، ۱۳۹۹، ۱۲۸ صفحه.

۱۳. استادان بزرگ (رمان)، مترجم: عبداله جمنی. انتشارات نوای مکتوب، ۱۴۰۰، ۱۹۲ صفحه.

۱۴. یخبندان (رمان)، مترجم: زینب آرمند. نشر بیدگل، ۱۴۰۳، ۳۶۰ صفحه.